# Discografia de Gal Costa
A discografia de Gal Costa compreende trinta e um álbuns de estúdio e nove álbuns ao vivo (incluindo álbuns em colaboração).

## Álbuns

### Álbuns de estúdio
| Álbum                            | Detalhes                                                                                              | Vendas                   | Certificações |
| -------------------------------- | --- | ------------------------ | ------------- |
| Domingo                          | - Lançamento: 1967 - Formatos: CD, LP, K7, download digital - Gravadora: Philips                      |                          |               |
| Tropicalia ou Panis et Circencis | - Lançamento: 1968 - Formatos: CD, LP, K7, download digital - Gravadora: Philips Records              |                          |               |
| Gal Costa                        | - Lançamento: 1969 - Formatos: CD, LP, K7, download digital - Gravadora: Phonogram/Philips            | - : 100,000              |               |
| Gal                              | - Lançamento: 1969 - Formatos: CD, LP, K7, download digital - Gravadora: Philips                      |                          |               |
| Legal                            | - Lançamento: 1970 - Formatos: CD, LP, K7, download digital - Gravadora: Philips                      |                          |               |
| Índia                            | - Lançamento: 1973 - Formatos: CD, LP, K7, download digital - Gravadora: Philips                      |                          |               |
| Cantar                           | - Lançamento: 1974 - Formatos: CD, LP, K7, download digital - Gravadora: Philips                      |                          |               |
| Gal Canta Caymmi                 | - Lançamento: 1976 - Formatos: CD, LP, K7, download digital - Gravadora: Philips                      |                          |               |
| Caras & Bocas                    | - Lançamento: 1977 - Formatos: CD, LP, K7, download digital - Gravadora: Philips                      |                          |               |
| Água Viva                        | - Lançamento: 1978 - Formatos: CD, LP, K7, download digital - Gravadora: Philips                      | - : 100.000              |               |
| Gal Tropical                     | - Lançamento: 1979 - Formatos: CD, LP, K7, download digital - Gravadora: Philips                      | - : 1.000.000            |               |
| Aquarela do Brasil               | - Lançamento: 1980 - Formatos: CD, LP, K7, download digital - Gravadora: Philips                      | - : 1.000.000            |               |
| Fantasia                         | - Lançamento: 1981 - Formatos: CD, LP, K7, download digital - Gravadora: Philips                      | - : 500,000              |               |
| Minha Voz                        | - Lançamento: 1982 - Formatos: CD, LP, K7, download digital - Gravadora: Philips                      | - : 420.000              |               |
| Baby Gal                         | - Lançamento: 1983 - Formatos: CD, LP, K7, download digital - Gravadora: Phonogram/Philips            |                          |               |
| Profana                          | - Lançamento: 1984 - Formatos: CD, LP, K7, download digital - Gravadora: RCA Ariola                   | - : 1,000,000            |               |
| Bem Bom                          | - Lançamento: 1985 - Formatos: CD, LP, K7, download digital - Gravadora: RCA Ariola                   | - : 1,500,000 - : 60.000 |               |
| Lua de Mel Como o Diabo Gosta    | - Lançamento: 1987 - Formatos: CD, LP, K7, download digital - Gravadora: RCA Ariola                   |                          |               |
| Plural                           | - Lançamento: 1990 - Formatos: CD, LP, K7, download digital - Gravadora: RCA Ariola                   | 🇧🇷: 1,500,000            |               |
| Gal                              | - Lançamento: 1992 - Formatos: CD, LP, K7, download digital - Gravadora: RCA Ariola                   |                          |               |
| O Sorriso do Gato de Alice       | - Lançamento: 1993 - Formatos: CD, LP, K7, download digital - Gravadora: BMG                          | - : 100,000              | - : PMB: Ouro |
| Mina d'Água do Meu Canto         | - Lançamento: 1995 - Formatos: CD, LP, download digital - Gravadora: BMG                              | - : 150,000              |               |
| Aquele Frevo Axé                 | - Lançamento: 1998 - Formatos: CD, digital download - Gravadora: BMG                                  | - : 140,000              | - : PMB: Ouro |
| Gal de Tantos Amores             | - Lançamento: 2001 - Formatos: CD, digital download - Gravadora: BMG                                  | - : 50,000               |               |
| Bossa Tropical                   | - Lançamento: 2002 - Formatos: CD, download digital - Gravadora: Abril Music                          | - : 60,000               |               |
| Todas as Coisas e Eu             | - Lançamento: 2003 - Formatos: CD, download digital - Gravadora: Som Livre/Indie Records              | - : 100,000              | - : PMB: Ouro |
| Hoje                             | - Lançamento: 2005 - Formatos: CD, download digital - Gravadora: Trama                                |                          |               |
| Recanto                          | - Lançamento: 2011 - Formatos: CD, download digital - Gravadora: Universal                            | - : 25,000               |               |
| Estratosférica                   | - Lançamento: maio de 2015 - Formatos: CD, LP, download digital - Gravadora: Sony Music               |                          |               |
| A Pele do Futuro                 | - Lançamento: 28 de setembro de 2018 - Formatos: CD, LP, download digital - Gravadora: Biscoito Fino  |                          |               |
| Nenhuma Dor                      | - Lançamento: 12 de fevereiro de 2021 - Formatos: CD, LP, download digital - Gravadora: Biscoito Fino |                          |               |

### Álbuns ao vivo
| Álbum                      | Detalhes                                                                                   | Vendas      | Certificações    |
| -------------------------- | ------------------------------------------------------------------------------------------ | ----------- | ---------------- |
| Fa-Tal - Gal a Todo Vapor  | - Lançamento: 1971 - Formatos: CD, LP, K7, download digital - Gravadora: Philips           |             |                  |
| Temporada de Verão         | - Lançamento: 1974 - Formatos: CD, LP, K7, download digital - Gravadora: Philips Records   |             |                  |
| Doces Bárbaros             | - Lançamento: 1976 - Formatos: CD, LP, K7, download digital - Gravadora: Phonogram/Philips |             |                  |
| Acústico MTV               | - Lançamento: 1997 - Formatos: CD, download digital - Gravadora: BMG                       | - : 500,000 | - : PMB: Platina |
| Gal Costa Canta Tom Jobim  | - Lançamento: 1999 - Formatos: CD, download digital - Gravadora: BMG                       | - : 330,000 | - : PMB: Ouro    |
| Live at the Blue Note      | - Lançamento: 2006 - Formatos: CD, download digital - Gravadora: Sony Music                |             |                  |
| Ao Vivo                    | - Lançamento: 2006 - Formatos: CD, download digital - Gravadora: Trama                     |             |                  |
| Recanto (Ao Vivo)          | - Lançamento: 2013 - Formatos: CD, download digital - Gravadora: Universal Music           |             |                  |
| Live in London '71         | - Lançamento: 2014 - Formatos: CD, LP, K7, download digital - Gravadora: Discobertas       |             |                  |
| Estratosférica - Ao Vivo   | - Lançamento: 2017 - Formatos: CD, DVD, download digital - Gravadora: Biscoito Fino        |             |                  |
| A Pele do Futuro - Ao Vivo | - Lançamento: 2019 - Formatos: CD, DVD, download digital - Gravadora: Biscoito Fino        |             |                  |

### Álbuns de vídeo
| Álbum                             | Detalhes                                                             | Vendas     | Certificações |
| --------------------------------- | -------------------------------------------------------------------- | ---------- | ------------- |
| Acústico MTV                      | - Lançamento: 1997 - Formatos: VHS, DVD - Gravadora: BMG             | - : 25,000 | - : PMB: Ouro |
| Gal Costa Canta Tom Jobim Ao Vivo | - Lançamento: 2000 - Formatos: VHS, DVD - Gravadora: Philips Records | - : 25,000 | - : PMB: Ouro |
| Outros (Doces) Bárbaros           | - Lançamento: 2004 - Formatos: DVD - Gravadora: Biscoito Fino        |            |               |
| Ensaio                            | - Lançamento: 2005 - Formatos: DVD - Gravadora: Trama                |            |               |
| Roda Viva                         | - Lançamento: 2005 - Formatos: DVD - Gravadora: Logon                |            |               |
| Ao Vivo                           | - Lançamento: 2006 - Formatos: DVD - Gravadora: Trama                |            |               |
| Recanto Ao Vivo                   | - Lançamento: 2013 - Formatos: DVD - Gravadora: Universal Music      |            |               |

### Outros álbuns
| Álbum                          | Detalhes                                                       | Notas |
| ------------------------------ | -------------------------------------------------------------- | --- |
| Divina, Maravilhosa            | - Lançamento: 2010 - Formatos: CD - Gravadora: Universal Music | - Álbum duplo, com 28 fonogramas avulsos da discografia de Gal, alguns já editados em coletâneas, outros até então inéditos em CD. |
| Puerto Rico Heineken Jazz 2005 | - Lançamento: 2005 - Formatos: CD - Gravadora: HNK Records     | - CD promocional do show em tributo a Gal Costa no qual ela participa de algumas faixas, lançado apenas em Porto Rico.             |

## Participações

### Em álbuns de outros artistas
- Circuladô, Caetano Veloso, O Cu Do Mundo
- 20 Anos, Convida Boca Livre,  Ponta de Areia
- Joyce Joyce, Mistérios
- Rita Lee, Bossa N'Roll ao Vivo, Rita Lee, Mania de Você
- Duetos com Mestre Lua, Luiz Gonzaga, Forró Nº 1
- Tom Jobim e Convidados, Tom Jobim, Tema de amor por Gabriela
- O Melhor de Mercedes Sosa, Mercedes Sosa, Volver a Los 17
- Maria Bethânia, Maria Bethânia, Oração de Mãe Menininha
- Acústico e Ao Vivo, Vários, Flor da pele (Pot-pourri)
- Maria Bethânia - Novo Millennium, Maria Bethânia, Sonho Meu
- Maria Bethânia - Novo Millennium, Maria Bethânia, Oração de Mãe Menininha
- Essas Parcerias, Francis Hime,  Um Dueto
- Bethânia Revisitada, Maria Bethânia,  Sonho meu
- Milton Nascimento Ao Vivo, Solar e Um Gosto de Sol

### Em DVD de outros artistas
- Carnaval, Balancê
- Carnaval, Pegando fogo
- Phono 73 - O Canto De Um Povo, Oração de Mãe Menininha
- Phono 73 - O Canto De Um Povo, Sebastiana
- Phono 73 - O Canto De Um Povo, Trem das onze
- Phono 73 - O Canto De Um Povo, Sebastiana
- Phono 73 - O Canto De Um Povo, Orações de Mãe Bethânia
- Show Viva Brasil em Paris, Garota de Ipanema
- Show Viva Brasil em Paris,  Falsa Baiana

## Canções em trilhas sonoras de novelas, minisséries e seriados
- Pétala (Vidas em Jogo)
- Eternamente (Escrito nas Estrelas)
- Ruas de outono (Paraíso Tropical)
- Solidão (O Dono do Mundo)
- Desafinado (Bambolê)
- Brasil (Vale Tudo - 1989 e remake de 2025)
- Jovens tardes de domingo (Zazá)
- Pra você (Torre de Babel)
- Caminhos do mar (Porto dos Milagres)
- Dono dos teus olhos (Senhora do Destino)
- Mar e sol (Viver a Vida e Prova de Amor)
- Nossos momentos (Celebridade)
- Noites cariocas (Minhas noites sem sono) (Água Viva)
- Chuva de prata - com Roupa Nova (Um Sonho a Mais)
- Viver e reviver (Bebê a Bordo)
- Alguém me disse (Tieta)
- Nua ideia (Rainha da Sucata)
- Caminhos cruzados (Mulheres de Areia e O Profeta (2006))
- De amor eu morrerei (Os Inocentes)
- De fogo, luz e paixão - com Marcelo (Pecado Rasgado)
- Um dueto - com Francis Hime (Vereda Tropical)
- Simples carinho (Negócio da China)
- Coisa mais linda (Belíssima)
- Só louco (O Casarão e O Quinto dos Infernos)
- Tigresa (Espelho Mágico)
- Todo beijo - com Marcelo (As Pupilas do Senhor Reitor e Éramos Seis)
- Canta Brasil (Deus nos Acuda)
- Modinha para Gabriela (Gabriela, versão de 1975 e de 2012[19])
- E daí (Proibição inútil e ilegal) (Ciranda de Pedra)
- Me faz bem (Fera Radical)
- Linda flor (Alma Gêmea)
- Futuros amantes (História de Amor)
- Baby - com Caetano Veloso (Anos Rebeldes e Ninho da Serpente)
- Alguém que olhe por mim - com Cauby Peixoto (A Próxima Vítima)
- Qual é baiana (Como salvar meu casamento)
- Samba do avião (Amor e Intrigas)
- O amor em paz (Mulheres Apaixonadas)
- Mercedita (A Casa das Sete Mulheres)
- Meu bem meu mal (Brilhante e Queridos Amigos)
- Errática (Pátria Minha e Sete Vidas)
- Solitude (Dancin' Days e João Brasileiro, o Bom Baiano)
- Dom de iludir (Louco Amor)
- Eu acredito (Barriga de Aluguel)
- Pra machucar meu coração (Eterna Magia)
- Coração vagabundo - com Caetano Veloso (Gina e A Revolta dos Anjos)
- Verbos do amor (Final Feliz)
- Roda baiana (Terras do Sem Fim)
- Nada mais (Corpo a Corpo)
- Sábado em Copacabana / Copacabana (JK)
- Paula e Bebeto (Malu Mulher)
- Força estranha (Os Gigantes)
- Epitáfio (Jamais te Esquecerei)
- Inquietação (Fascinação)
- Beguin the beguine (Os ricos também choram)
- Bloco do prazer (Campeão (1983))
- Folhetim (Cara a Cara e Jóia Rara)
- Lindeza (A Idade da Loba e Antônio Alves, Taxista)
- Luz do sol (Sabor de Mel)
- As time goes by (Metamorphoses)
- Pérola negra (Tempo de Viver)
- Dez anos (Ciranda de Pedra e Dinheiro Vivo)
- O amor (Anjo de Mim)
- Jogada pelo mundo (O amor é nosso)
- Baby - com Roupa Nova (Transas e Caretas)
- Sexo e luz (Bicho do Mato)
- Serene (A Vida da Gente)
- Pout-Pourri:O Orvalho Vem Caindo/Fita Amarela/Até Amanhã/Palpite Infeliz (Lado a Lado)
- Desafinado (Em Família)
- Um dia de domingo (Alto Astral)
- Ilusão à toa (Babilônia)
- Quando você olha pra ela (Malhação 2015)
- Vapor barato (Onde Nascem os Fortes)
- Aquele Frevo Axé (Segundo Sol)
- Minha Mãe - com Maria Bethânia (Amor de Mãe)
- O Que É Que Há (Amor de Mãe)
- Palavras no Corpo (Amor de Mãe)
- Dê um Rolê (Amor de Mãe)
- Mãe (Amor de Mãe)
- Sua Estupidez (O Rebu (2014) e Amor de Mãe)